# Рунар Тор Сігургейрссон
Рунар Тор Сігургейрссон (ісл. Rúnar Þór Sigurgeirsson, нар. 28 грудня 1999, Рейк'явік, Ісландія) — ісландський футболіст, фланговий захисник нідерландського клубу «Віллем ІІ» та національної збірної Ісландії.

## Ігрова кар'єра

### Клубна
Рунар Тор Сігургейрссон є вихованцем ісландського клубу «Кефлавік». Першу гру в основі команди футболіст провів 12 серпня 2018 року. В команді Рунар провів шість сезонів і за цей час пограв в Першому дивізіоні і у вищому дивізіоні чемпіонату Ісландії.
Перед початком сезону 2023 року Рунар перейшов до шведського клубу «Естерс». Але провів в Супереттан лише половину сезону і в серпні 2023 року перейшов до нідерландського «Віллем ІІ». За результатами сезону 2023/24 його команда виграла турнір Еерстедивізі і 10 серпня 2024 року у матчі проти «Феєнорда» Рунар дебютував у вищому дивізіоні чемпіонату Нідерландів.

### Збірна
29 травня 2021 року у товариському матчі проти команди Мексики Рунар Тор Сігургейрссон дебютував у складі національної збірної Ісландії.

## Титули
Віллем ІІ
- Переможець Еерстедивізі: 2023/24